# Тамсулозин
Тамсулозин (англ. Tamsulosin, лат. Tamsulosinum) — синтетичний препарат для лікування доброякісної гіперплазії передміхурової залози, що належить до групи альфа-адреноблокаторів, та є похідним сульфамоїлфенетиламіну. Тамсулозин застосовується перорально. Тамсулозин розроблений у лабораторії компанії «Yamanouchi Pharmaceuticals» (яка натепер є частиною компанії «Astellas Pharma»), і застосовується у клінічній практиці з 1997 року під торговою маркою «Фломакс». Тамсулозин став перши препаратом із групи альфа-адреноблокаторів, який розроблений виключно для лікування гіперплазії передміхурової залози, та ніколи не застосовувався для лікування артеріальної гіпертензії.

## Фармакологічні властивості
Тамсулозин — синтетичний лікарський препарат, що належить до групи альфа-адреноблокаторів. Механізм дії препарату полягає у селективному блокуванні постсинаптичних α1-адренорецепторів гладеньких м'язів простати, шийки сечового міхура і простатичної частини уретри, наслідком чого є зменшення опору і тиску в сечових шляхах, покращення відтоку сечі та полегшення процесу сечопуску. Під час застосування тамсулозину також зменшуються симптоми, пов'язані із обструкцією сечових шляхів та симптоми подразнення сечових шляхів, пов'язані із їх обструкцією (такі як утруднення початку сечовипускання, послаблення струменя сечі, виділення крапель сечі після закінчення сечовипускання, відчуття неповного спорожнення сечового міхура, часті позиви до сечопуску, позиви до сечовипускання в нічний час, невідкладність сечовипускання). Тамсулозин застосовується при гіперплазії передміхурової залози та інших захворюваннях, при яких спостерігається затримка сечі. Тамсулозин може застосовуватися також при ішурії, він може також посилювати ефективність катетеризації сечового міхура, проте іноді його застосування може знижувати ефект повторної катетеризації сечового міхура, яка проводиться за необхідності. Незважаючи на те, що тамсулозин розроблявся як селективний антагоніст α1A-адренорецепторів, частково α1D-адренорецепторів, які розміщені виключно в сечових шляхах, при його застосуванні нерідко можуть спостерігатися побічні ефекти з боку серцево-судинної системи, зокрема ортостатична артеріальна гіпотензія, яка виникає при прийомі препарату в стоячому положенні, тахікардія, задишка, запаморочення унаслідок падіння артеріального тиску.

### Фармакокінетика
Тамсулозин швидко та добре всмоктується у шлунково-кишковому тракті, біодоступність препарату складає 57 %, при прийомі жирної їжі біодоступність тамсулозину збільшується. Максимальна концентрація препарату в крові досягається протягом 4—6 години після прийому. Тамсулозин практично повністю (на 94—99 %) зв'язується з білками плазми крові. Даних за проникнення препарату через плацентарний бар'єр та за виділення в грудне молоко препарату немає. Метаболізується препарат у печінці з утворенням неактивних метаболітів. Виводиться тамсулозин із організму переважно із сечею у вигляді метаболітів, незначна частина виводиться із калом. Період напіввиведення тамсулозину становить 9—13 годин (термінальний період напіввиведення становить 22 години), цей час може змінюватися при порушеннях функції печінки.

## Покази до застосування
Тамсулозин застосовують для лікування доброякісної гіперплазії передміхурової залози.

## Побічна дія
При застосуванні тамсулозину найчастішими побічними ефектами вважаються закладеність носа, запаморочення та порушення еякуляції. Нерідко при застосуванні препарату спостерігаються побічні ефекти з боку серцево-судинної системи — ортостатична артеріальна гіпотензія, яка виникає при прийомі препарату в стоячому положенні, тахікардія, задишка, запаморочення унаслідок падіння артеріального тиску. Іншими побічними ефектами препарату є:
- Алергічні реакції — шкірний висип, свербіж шкіри, набряк Квінке, кропив'янка, синдром Стівенса-Джонсона, синдром Лаєлла, мультиформна еритема.
- З боку травної системи — нудота, блювання, діарея або запор, сухість у роті, біль у животі.
- З боку нервової системи — головний біль, швидка втомлюваність, затуманення зору, інтраопераційний синдром атонічної райдужки, порушення зору.
- Інші побічні ефекти — носова кровотеча, пріапізм.

## Протипоказання
Тамсулозин протипоказаний при підвищеній чутливості до препарату або застосуванні інших альфа-адреноблокаторів, при схильності до ортостатичної гіпотензії, при важкій печінковій недостатності.

## Форми випуску
Тамсулозин випускається у вигляді таблеток або желатинових капсул по 0,4 г. Тамсулозин випускається також у комбінації з соліфенацином, дутастеридом та фінастеридом.